# Акопян, Константин Арутюнович
Константи́н Арутю́нович Акопя́н (арм. Կոնստանտին Հարությունի Հակոբյան; 14 марта 1901, с. Мирзик, Елизаветпольская губерния — 16 марта 1974, Оренбург) — армянский советский селекционер и животновод. Один из создателей новой породы крупного рогатого скота — казахской белоголовой.
Доктор сельскохозяйственных наук (1956), профессор (1957).
Лауреат Сталинской премии первой степени за выдающиеся изобретения и коренные усовершенствования методов производственной работы (1950). Заслуженный деятель науки РСФСР (1961).

## Биография
Родился в деревне Мирзик Елизаветпольской губернии Российской империи.
В 1932 году окончил Московскую сельскохозяйственную академию имени К. А. Тимирязева. Член КПСС с 1928 года. В 1937—1958 годах занимал должность заместителя директора Оренбургского мясомолочного и скотоводческого научно-исследовательского института. В 1958—1974 годах занимал должность заведующего кафедрой скотоводчества Оренбургского сельскохозяйственного института.
Скончался 16 марта 1974 года в Оренбурге. Похоронен на Старом кладбище по улице Монтажников.

## Основные работы
Труды К. А. Акопяна относятся к вопросам развития мясного скотоводства.

### Изданные труды
- Акопян К. А., Астафьев В. Е., Левантин Д. Л. Плановые породы крупного рогатого скота Чкаловской области. — Чкаловск: Чкал. обл. изд-во, 1940.
- Акопян К. А. Ускоренный метод выращивания крупного рогатого скота на мясо. — Чкалов: Чкал. обл. изд-во, 1943.
- Акопян К. А. Казахский белоголовый скот на Юго-Востоке СССР. — Чкалов, 1956.
- Акопян К. А. Нагул крупного рогатого скота. — М., 1957.

## Награды
- Сталинская премия первой степени (1950) — за выведение новой породы крупного рогатого скота «Казахская белоголовая».
- Орден Ленина.
- Орден «Знак Почёта» (17.08.1954).
- Заслуженный деятель науки РСФСР (30.11.1961).
- Серебряная медаль ВДНХ СССР.
- Бронзовая медаль ВДНХ СССР.

## Комментарии
1. ↑  Ныне — Шахрияр в Гёйгёльском районе Азербайджана.